# Fortifications d'Île d'Aix
Les fortifications d'Île d'Aix ont été construites  entre les XVIIe et XIXe siècles sur l'Île d'Aix, en Charente-Maritime ( France). Le fort Liédot a été classé aux monuments historiques en 1995, le fort de la Rade et les fortifications du bourg en 1996.

## Historique
Les premières fortifications de l'île sont édifiées au moment de la création de l'arsenal de Rochefort en 1666. Elles sont renforcées par un donjon et deux bastions entre 1692 et 1712, dont les travaux sont dirigés par Vauban et François Ferry. 
À la suite des destructions durant la guerre de Sept Ans, un fort est bâti à la hâte, en 1778, par Montalembert assisté de Choderlos de Laclos. Construit en bois, il résiste mal aux intempéries et est rasé en 1783.l'enceinte du village est restaurée à la fin du XVIIIe siècle par l'ingénieur Charles-François Mandar. Sous Napoléon Bonaparte, le fort de la Rade est rebâti (entre 1810 et 1814), puis modernisé jusqu'en 1837, lui donnant sa physionomie actuelle. De nouveaux travaux sont réalisés dans la seconde moitié du XIXe siècle.
L'île fait partie de la ceinture de protection de Rochefort, avec Ré, au nord, et Oléron, au sud. Elle est composée de forts, de batteries et de murailles.
Sur l'île :
- Le fort de la Rade (l'actuel : 1810/1814, le premier : 1692/1704, le deuxième : 1778/1779), entouré de fossés, à la pointe sud avec accès par un pont ;
- Le bourg intramuros, séparé du fort au sud, et du reste de l'île, au nord, par des fossés ;
- La batterie de Coudepont , corps de garde crénelé modèle 1846, de type 2 ; propriété privée ;
- La batterie de la Force, en remontant la côte ouest ;
- La batterie du Moulin ;
- La batterie de Tridoux ;
- La batterie de Bois-Joly ;
- La batterie de Jamblet, dont une casemate est aménagée en musée ;
- La batterie de Fougères ;
- La batterie du Parc, au coude nord-ouest ;
- La batterie de la Tente ;
- La batterie Saint-Eulard ;
- La batterie de Rechignard ;
- Le fort Liédot (ancien fort de la Sommité), construit dans le bois au nord de l'île ; classé aux monuments historiques[1] ;

Autour de l'île :
- Le fort Enet, au bout de la presqu'île d'Enet entre la Pointe de la Fumée (Fouras) et l'île d'Aix ;
- Le fort Boyard, sur un banc de sable entre Boyardville et l'île d'Aix.

En 1880, des ossements de prêtres réfractaires des Pontons de Rochefort sont trouvés lors de travaux sur les batteries de Jamblet et de Tridoux. Ils sont transférés dans la crypte de l'église Saint-Martin, puis dans le maître-autel.
Le bâtiment est classé au titre des monuments historiques par arrêté du 4 mars 1996.

### Fort de la Rade
Sur les instructions de Vauban, la petite batterie de la pointe Sainte-Catherine devient, en 1704, le fort de la Rade. Il sera rasé par les Anglais en 1757, remplacé temporairement par le fort Montalembert, puis rebâti, dans la première moitié du XIXe siècle, sur directive de Napoléon Ier. On peut y voir, ayant traversé les années, un long bâtiment à étages en pierres, réhabilité totalement en 1987, par Bernard Casnin, architecte assisté de Christian Johanson, et transformé en appartements avec, à l'arrière, quelques pavillons et un mini théâtre de verdure. L'ensemble est aujourd'hui devenu un village de vacances, ouvert de mai à septembre, et géré par le groupe Pierre et Vacances.
Le bâtiment est classé au titre des monuments historiques par arrêté du 4 mars 1996.

## Architecture

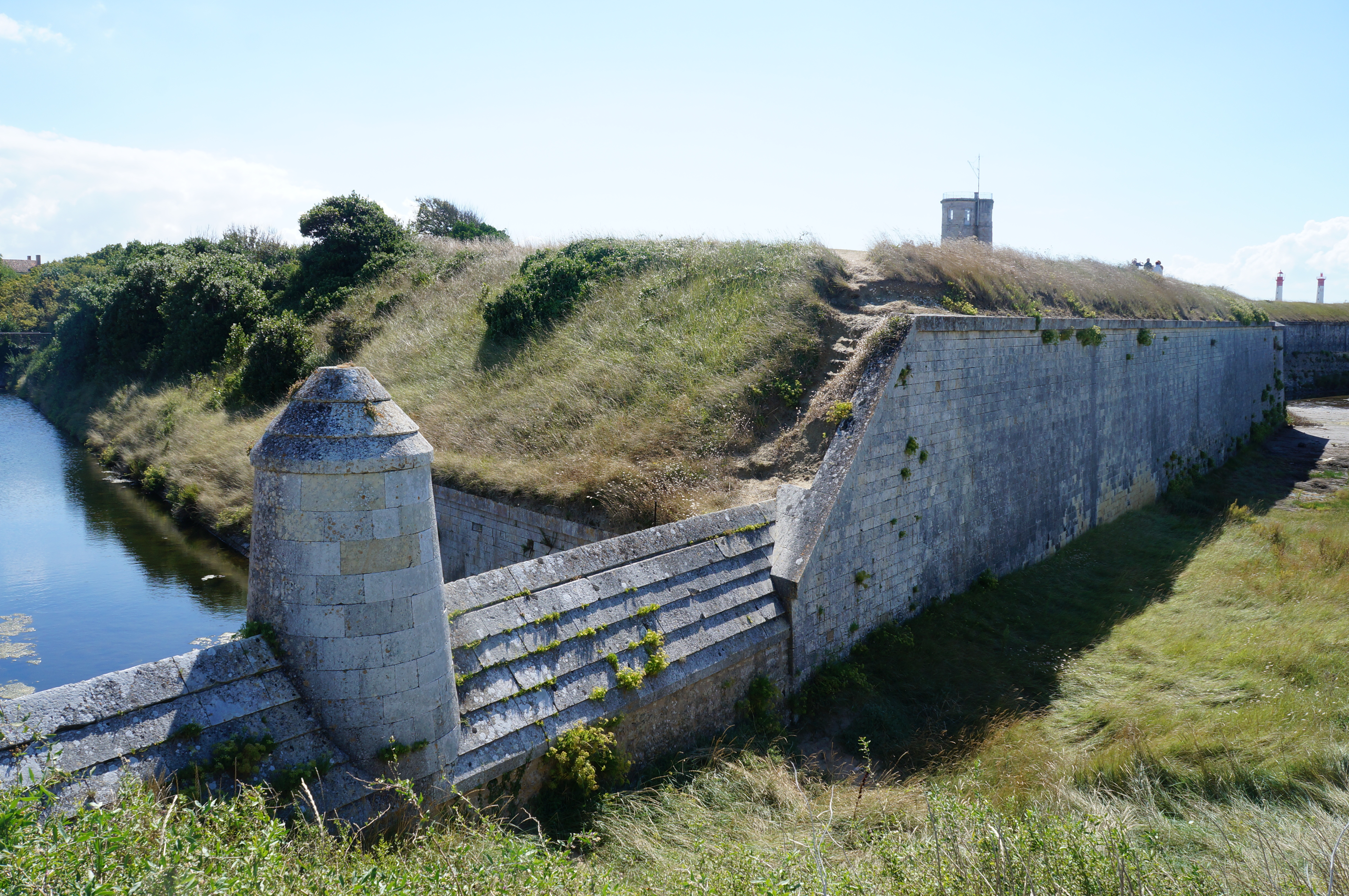
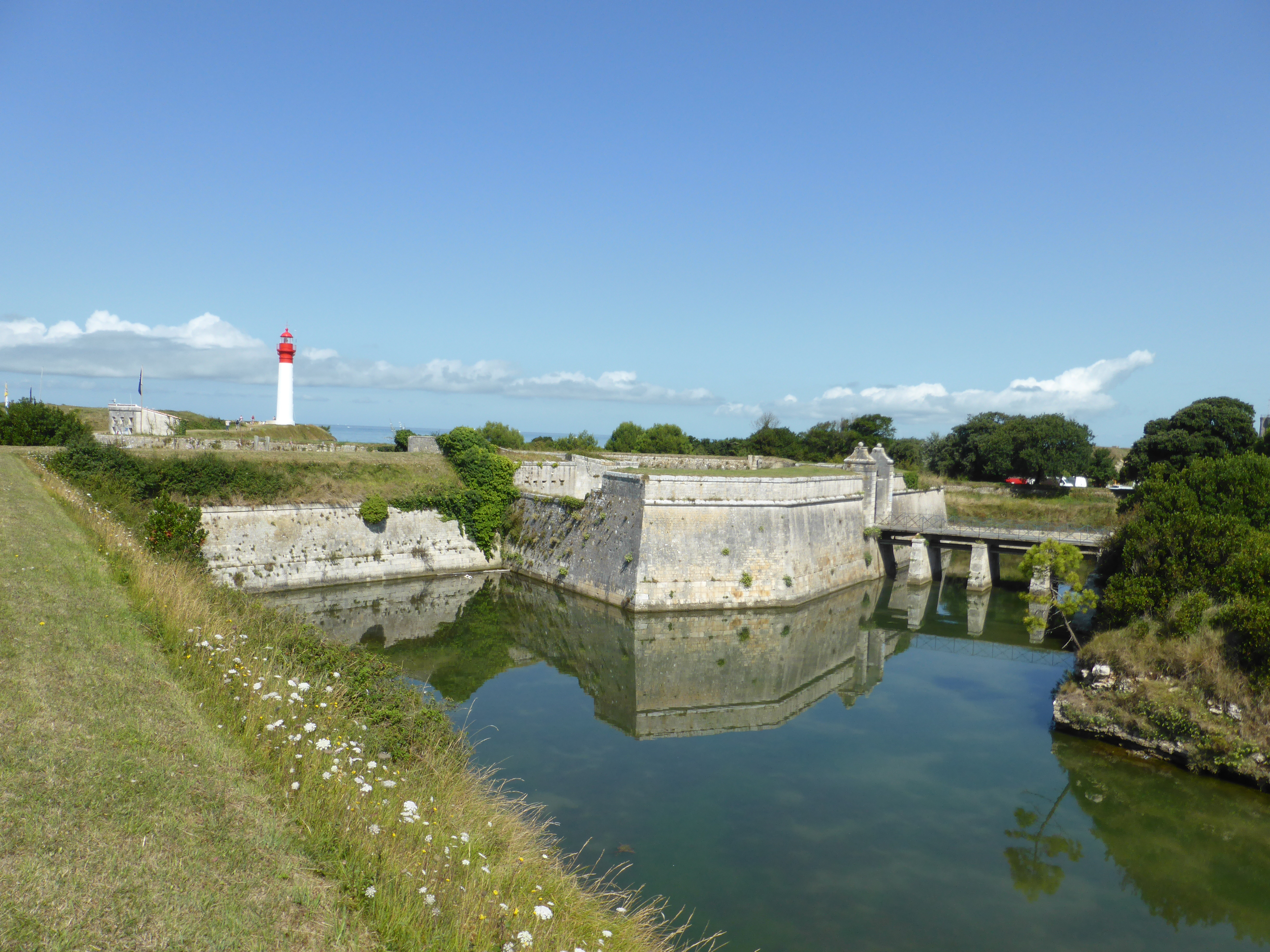
Fort de la Rade
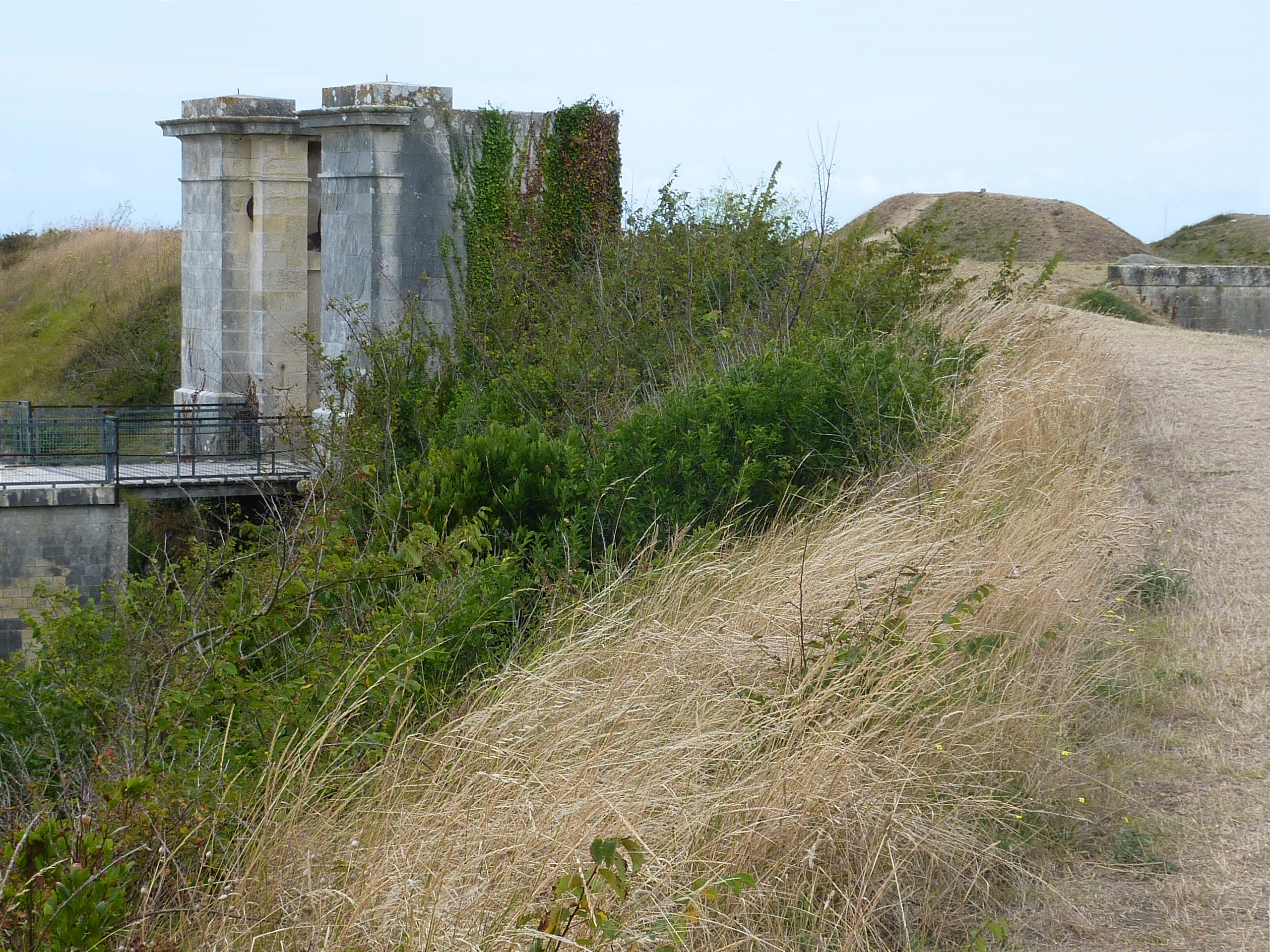
Porte de l'Anse de la Croix
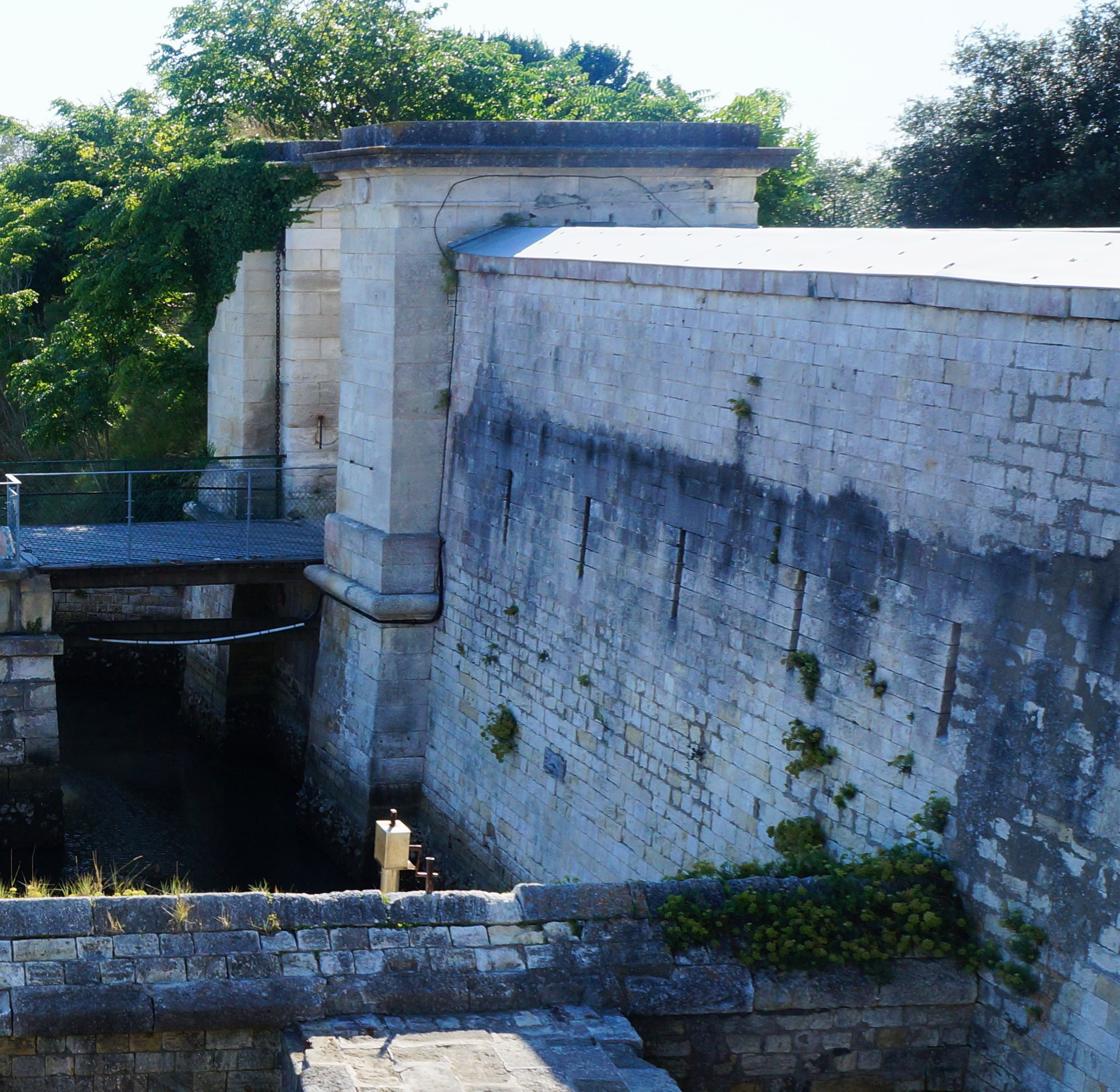
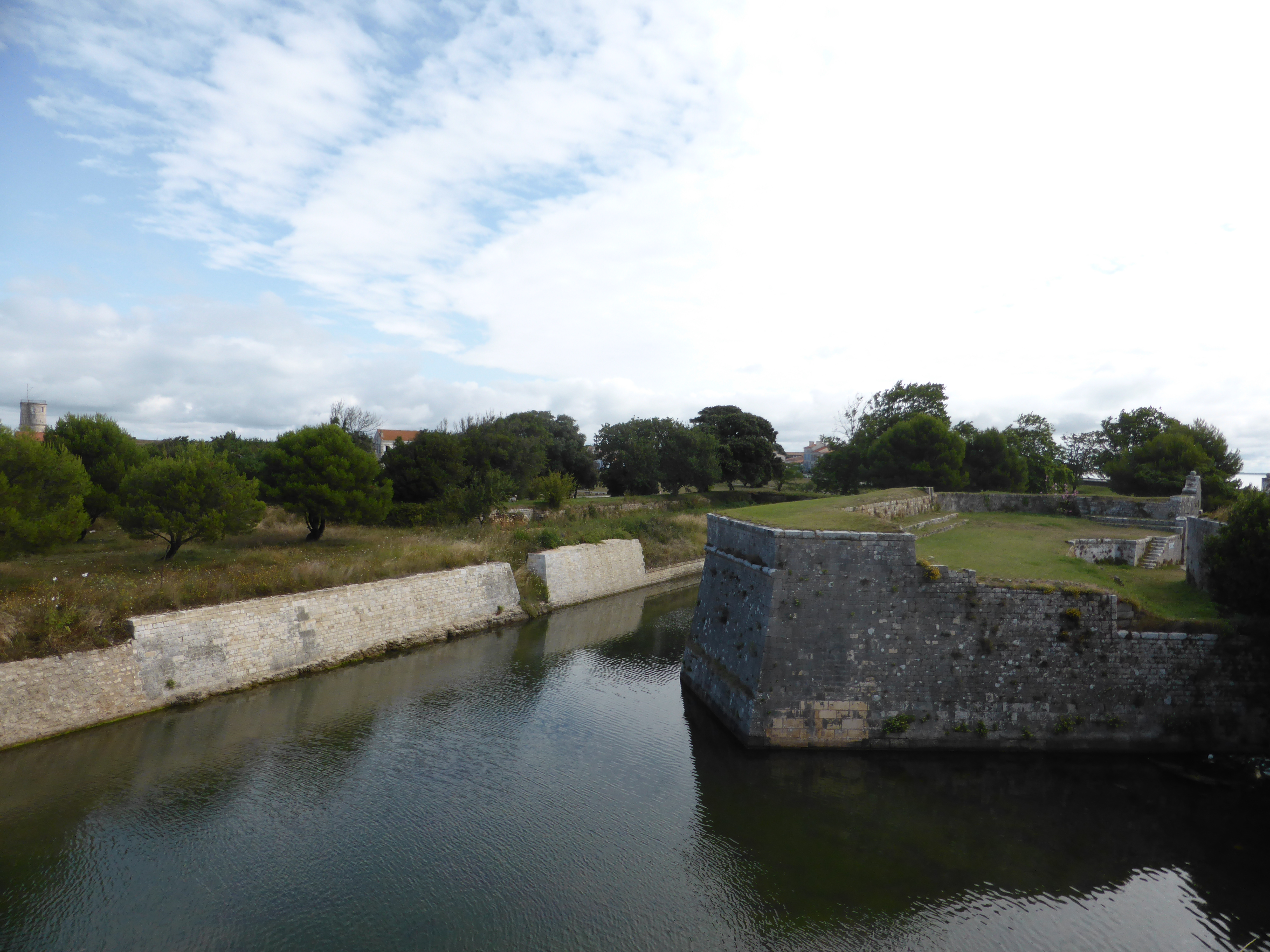
Douves
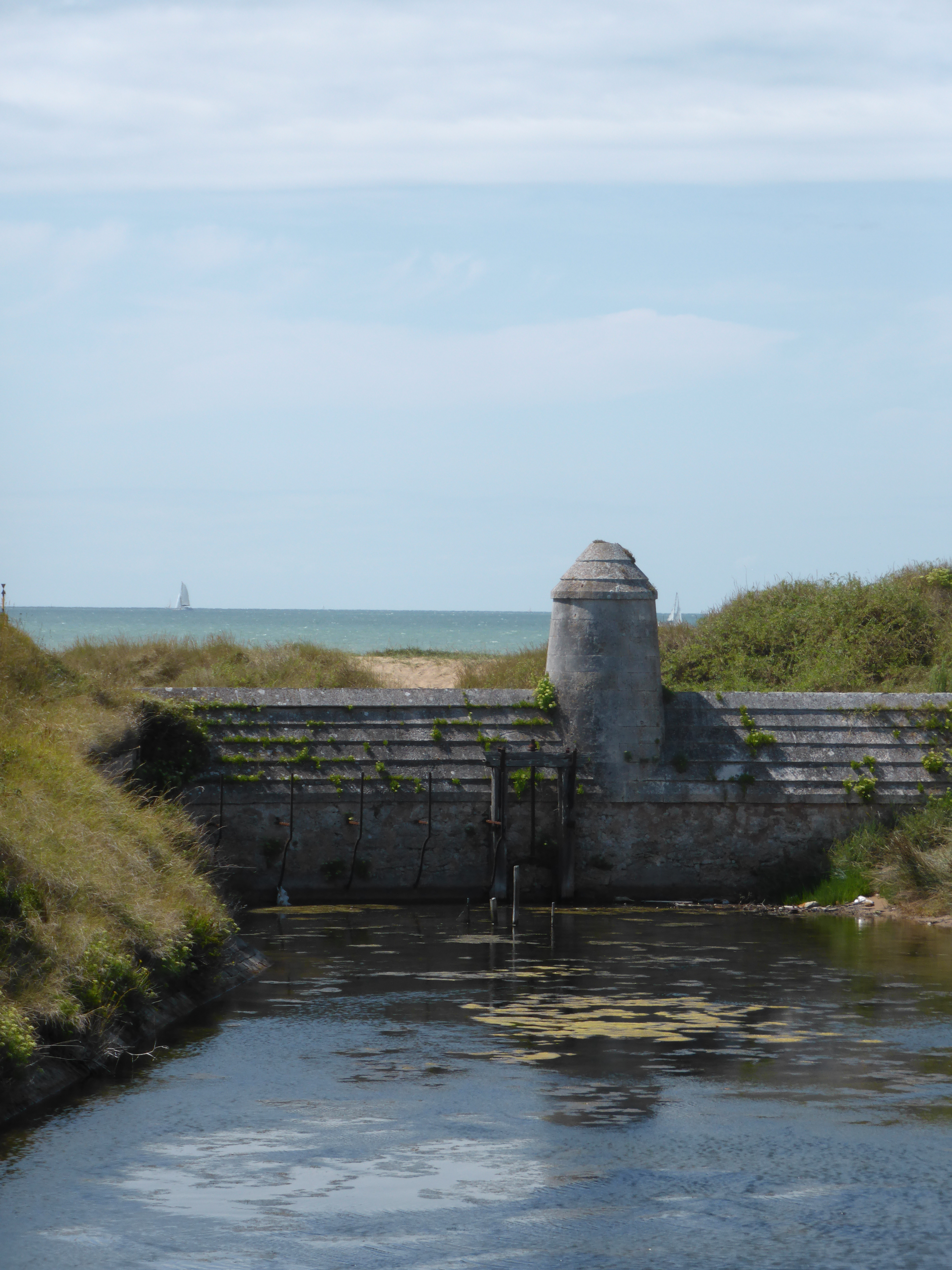
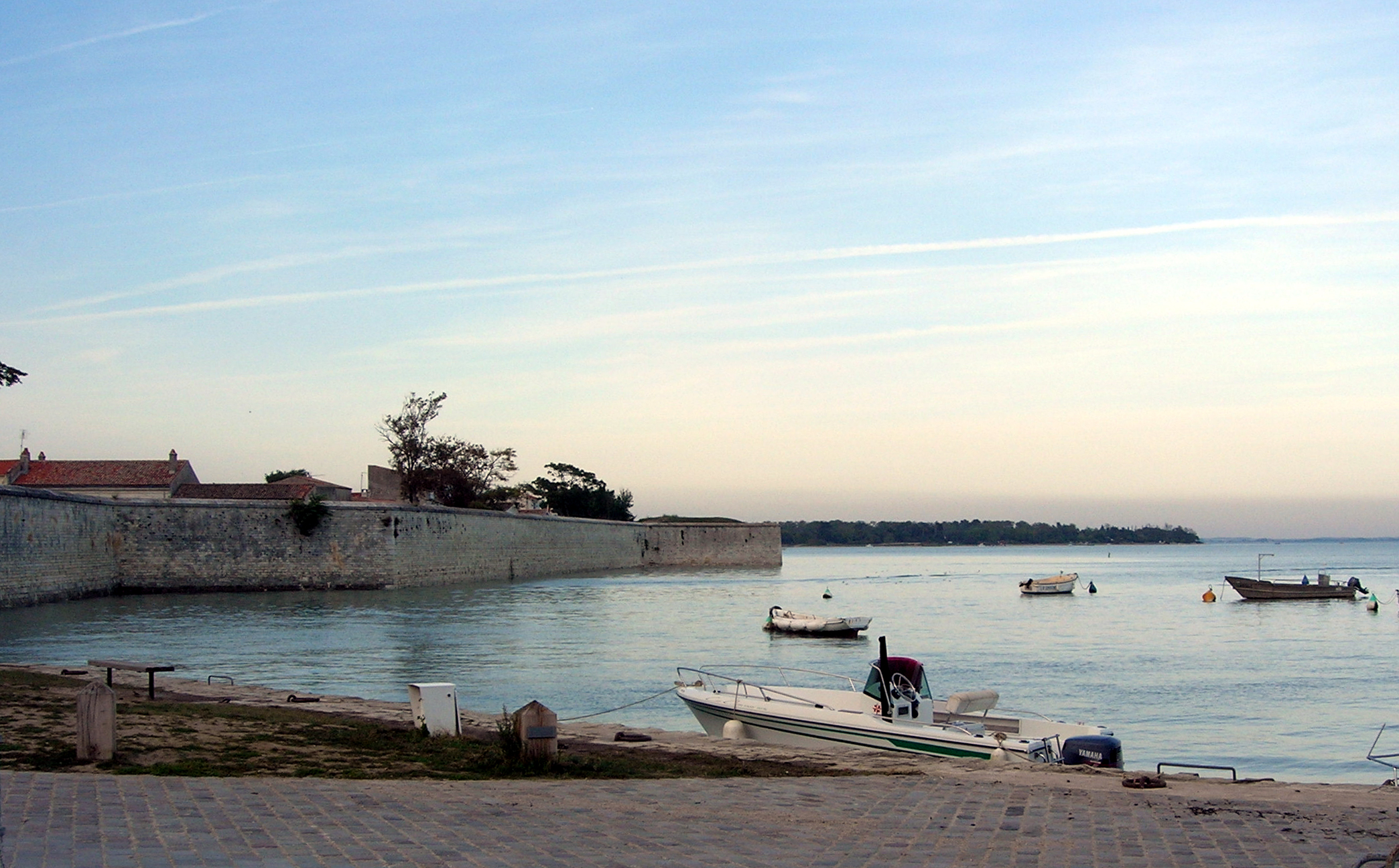